# Urobilina
Urobilina – organiczny związek chemiczny, pochodna bilirubiny, zredukowana forma urobilinogenu, z którego powstaje w jelicie grubym pod wpływem enzymów bakteryjnych. Stanowi główny barwnik moczu.